# Jasan u Bártova statku
Jasan u Bártova statku, nazývaný také Jasan ztepilý u Bártova statku, je památný strom, který se nachází v Ostravě-Porubě v nížině Ostravská pánev v Moravskoslezském kraji.

## Popis
Jasan ztepilý (Fraxinus excelsior) roste na okraji sídliště Jižní svahy na pozemcích bývalého Bártova statku v malém lesíku mezi ulicemi Evžena Rošického, Francouzská a Květinová. Má obvod kmene (ve výčetní výšce) 3,85 m a je 18,5 m vysoký. Stáří stromu se odhaduje na více než 100 let. Zdravotní stav stromu je velmi dobrý. Strom je památkově chráněn od 26. dubna 2010. Ochranné pásmo tvoří kruh o poloměru 15 m se středem v ose kmene stromu.

## Galerie

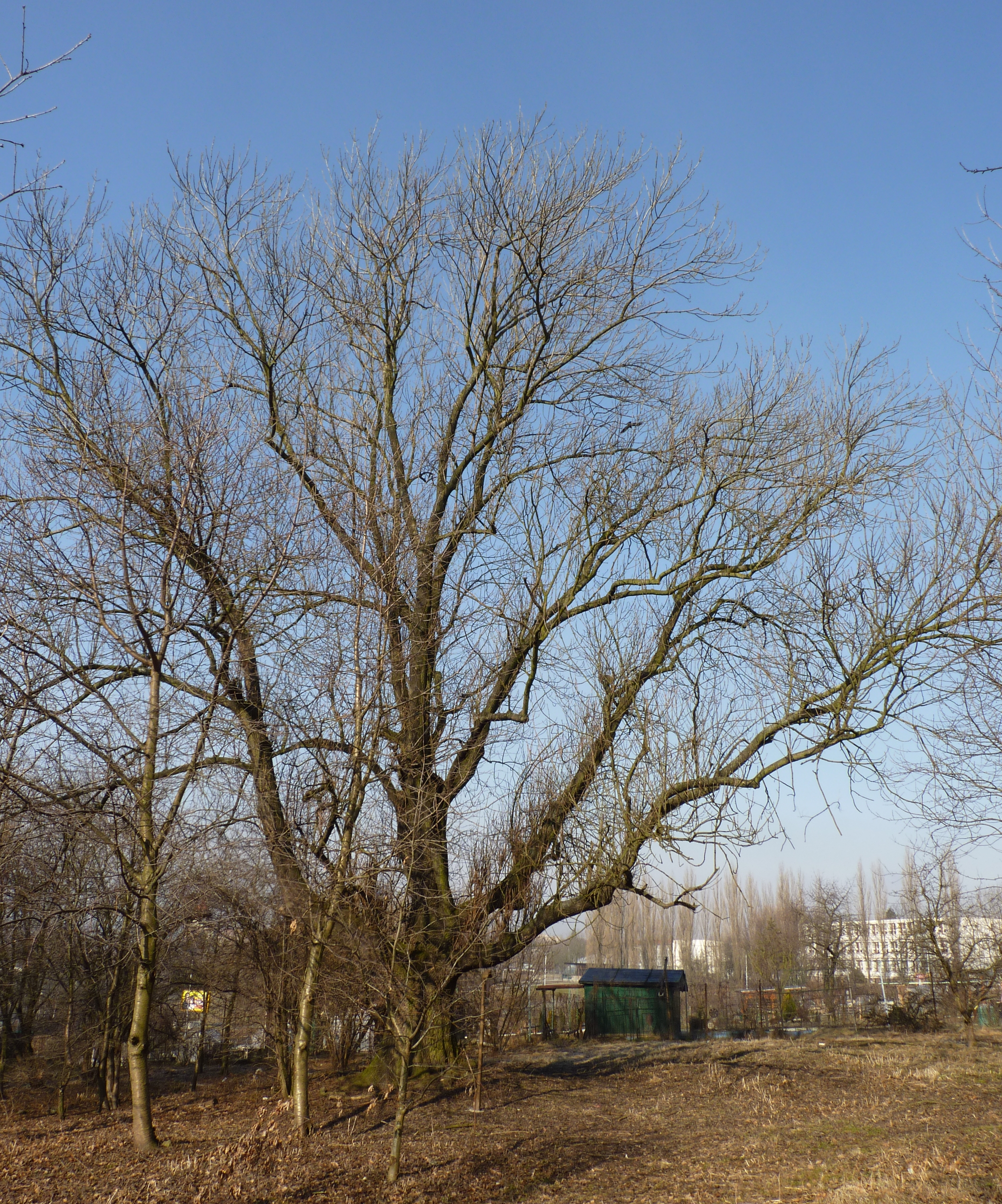
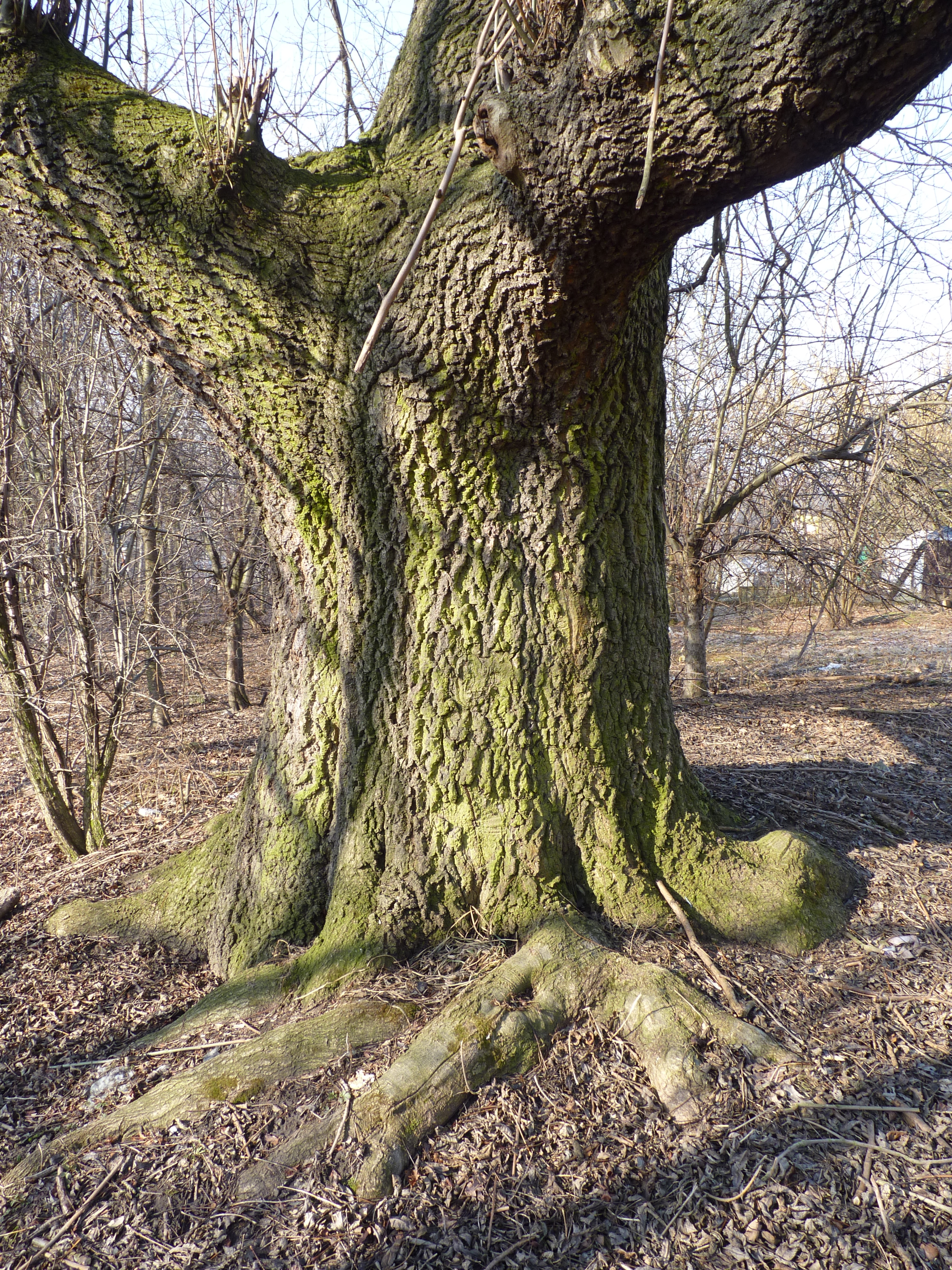
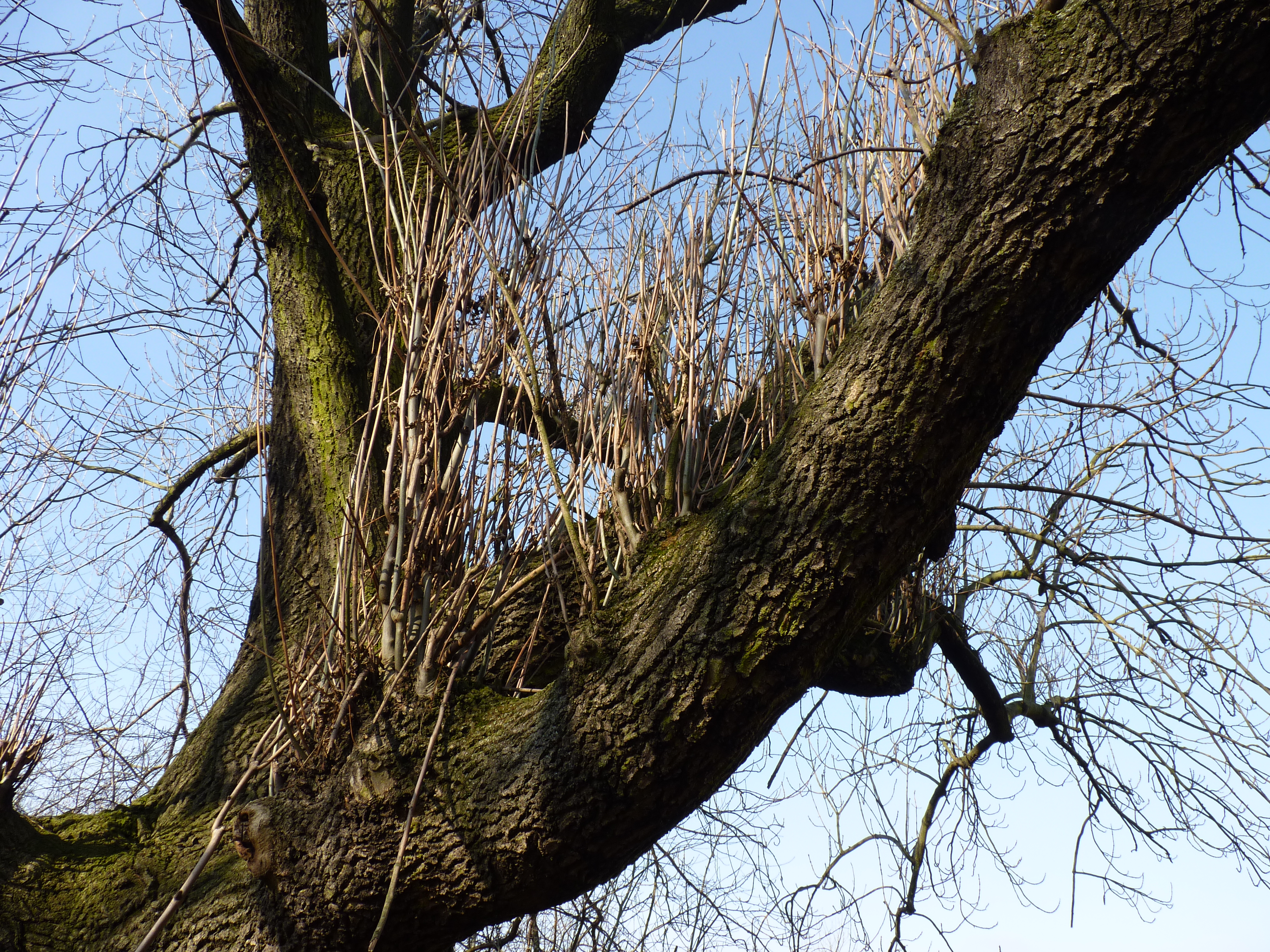
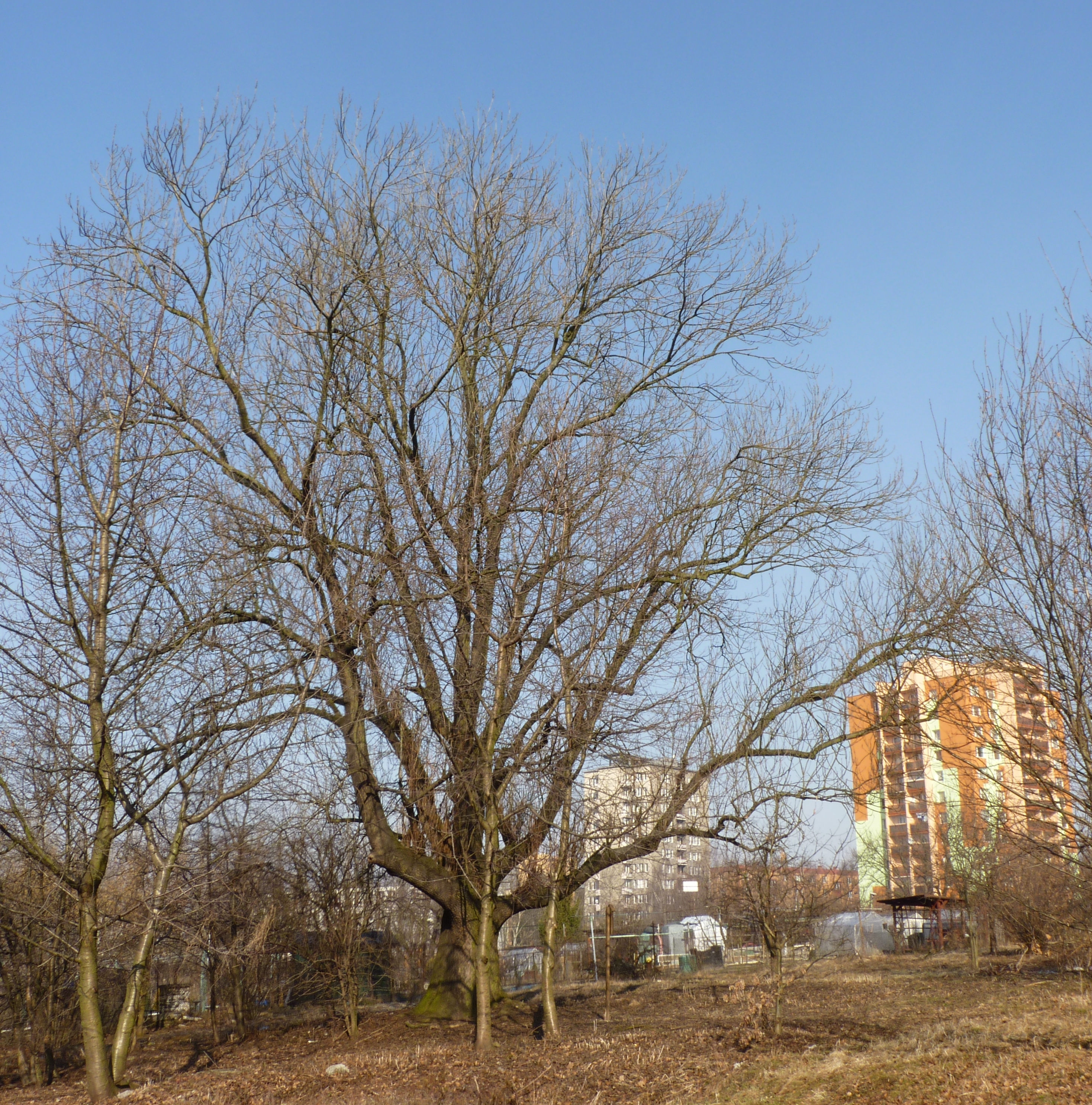